# Problema amostra
Em disciplinas científicas, um problema amostra ou problema toy é um problema que não é de interesse imediato científico, contudo é usado como um dispositivo expositivo para ilustrar uma característica que pode ser compartilhada por outras, mais complicadas, instâncias do problema, ou como uma forma de explicar uma  técnica  particular para  a solução  de um, problema mais generalizado.
Por exemplo, enquanto a engenharia de um grande sistema, o grande problema é muitas vezes dividido em muitos pequenos problemas amostra que foram compreendidos em grande detalhes. Muitas vezes, estes problemas separam alguns aspectos importantes de problemas complicados de modo que eles podem ser estudados em isolamento. Problemas amostra são, portanto, muitas vezes muito útil no fornecimento de intuição sobre fenômenos específicos em problemas mais complicados.